# FK Krupa
Der Fudbalski Klub Krupa (serbokroatisch-kyrillisch Фудбалски Клуб Крупа) ist ein bosnisch-herzegowinischer Fußballverein in Krupa na Vrbasu. Der Verein spielte  in der Saison 2016/17 in der höchsten Spielklasse Bosnien und Herzegowinas, der Premijer Liga.

## Allgemeines
Der Verein wurde 1983 gegründet.
Er trat fortan in den unteren Ligen des ehemaligen Jugoslawiens an. Seit dem Zerfall Jugoslawiens spielt der Verein in den Ligen der Republika Srpska. Mit dem Gewinn der Vize-Meisterschaft 2013/14 in der Druga Liga RS und dem damit verbundenen Aufstieg in die Prva Liga RS feierte der FK Krupa seinen bis dahin größten Erfolg in der Vereinsgeschichte.
2014/15 erreichte der FK Krupa das Pokalfinale der Republika Srpska, in dem er letztlich dem etablierten FK Rudar Prijedor mit 1:4 unterlag. In der Saison 2015/16 gewann der FK Krupa die Meisterschaft der Prva Liga und stieg in die (gesamtbosnische) Premijer Liga auf.

## Erfolge
- Meister der Prva Liga RS 2015/16

- Vize-Meister der Druga Liga RS 2013/14